# Antonia Yáñez
Antonia Yáñez Lasalvia (Santiago, 5 de octubre de 1999) es una rider de snowboard chilena en las categorías Big Air, Bordercross y Slopestyle.

## Biografía
Antonia Yáñez tenía apenas tres años cuando su padre, Álvaro, la subió a una tabla de snowboard en Pucón. Desde esa vez, nunca más dejó de estar sobre alguna de ellas. También practica skate y surf como preparación física.
Ha obtenido un cuarto lugar en el Mundial Junior de República Checa, un 7.º lugar en los Juegos de la Juventud de Lillehammer y en el Campeonato Mundial Adulto en Sierra Nevada un 8.º lugar en el snowboard cross y un 10.º en slopestyle.
GoPro, Roxy y El Colorado han sido sus patrocinadores.

## Palmarés

### Medallero Nacional
| Circuito Nacional de Menores de Ski & Snowboard | Circuito Nacional de Menores de Ski & Snowboard | Circuito Nacional de Menores de Ski & Snowboard | Circuito Nacional de Menores de Ski & Snowboard | Circuito Nacional de Menores de Ski & Snowboard |
| Año                                             | Lugar                                           | Evento                                          | Medalla                                         | Competición                                     |
| ----------------------------------------------- | ----------------------------------------------- | ----------------------------------------------- | ----------------------------------------------- | ----------------------------------------------- |
| 2012                                            | Valle Nevado                                    | Circuito de SKI Bichos MILO                     | Medalla de oro                                  | slopestyle y funrace                            |
| 2012                                            | Valle Nevado                                    | Roxy Snow Jam 2012                              | Medalla de oro                                  | Bordercross                                     |
| 2013                                            | Valle Nevado                                    | Circuito de SKI Bichos MILO                     | Medalla de oro                                  | slopestyle y funrace                            |
| 2013                                            | Valle Nevado                                    | Roxy Snow Jam 2013                              | Medalla de oro                                  | slopestyle                                      |
| 2014                                            | Farellones                                      | VII versión Volcom Avalanche                    | Medalla de oro                                  | Bordercross                                     |
| 2014                                            | El Colorado                                     | II versión Monster Energy Rail N’Beats          | Medalla de oro                                  | slopestyle                                      |
| 2014                                            | El Colorado                                     | Roxy Snow Jam 2014                              | Medalla de oro                                  | slopestyle                                      |
| 2017                                            | El Colorado                                     | Slopestyle Monster Energy Rail Squad            | Medalla de oro                                  | slopestyle                                      |

### Medallero internacional
| Circuitos internacionales | Circuitos internacionales | Circuitos internacionales                 | Circuitos internacionales | Circuitos internacionales    |
| Año                       | Lugar                     | Evento                                    | Medalla                   | Competición                  |
| ------------------------- | ------------------------- | ----------------------------------------- | ------------------------- | ---------------------------- |
| 2012                      | Valle Nevado              | Mall Sport South America Rookie Fest      | Medalla de oro            | Big Air                      |
| 2013                      | El Colorado               | 9.º campeonato "Rey del Park"             | Medalla de oro            | Big Air                      |
| 2014                      | Ischgl                    | World Rookie Champions Snowboard          | Medalla de oro            | Slopestyle                   |
| 2015                      | El Colorado               | FIS Snowboard Oceanian Continental Cup #3 | Medalla de oro            | Big Air                      |
| 2017                      | Salzburgo                 | World Rookie Champions Snowboard          | Medalla de oro            | World Rookie Girl Slopestyle |

### Distinciones personales
| Territorio | Distinción                                  | Año  |
| ---------- | ------------------------------------------- | ---- |
| Chile      | 50 chilenos "Héroes del deporte" La Tercera | 2014 |